# 宫城县旗
宫城县旗（日语：／ Miyagi ken ki）是日本的47面日本都道府县旗之一。该条目是对宫城县旗以及宫城县章（日语：／）的解说。

## 概要
1966年7月15日，在县内公开征集中收到的1615件县章设计方案中，县章县旗制定审查会选定了县章的最终方案，并于第499号县告示上制定。它是平假名“み”与县花宫城野荻的叶子的形变。中央的叶子代表县悠久的发展历史，左边代表县民的融合与协作，右边代表对乡土的热爱。县章使用的颜色没有特殊规定，习惯上使用绿较多。
县旗的底色是“青绿（浓绿）”，中央用白色盖上县章。

## 脚注
1. ↑  .   [2013-04-05]. （原始内容存档于2004-12-17）.